# Niccolò Ammaniti
Niccolò Ammaniti (Roma, 25 settembre 1966) è uno scrittore, regista e sceneggiatore italiano, vincitore del premio Strega nel 2007 per Come Dio comanda.

## Biografia
Si è iscritto al corso di laurea in Scienze biologiche, ma non ha terminato gli studi. Il suo primo romanzo, intitolato Branchie, è stato pubblicato da Ediesse nel 1994, per essere poi acquisito da Einaudi nel 1997. Il libro racconta la storia paradossale di un ragazzo romano malato di tumore che si trova catapultato suo malgrado in India, dove è costretto a vivere una serie di sgradevoli e stravaganti avventure. Nel 1999, dal libro è stato tratto il film con Gianluca Grignani e Valentina Cervi dal titolo omonimo, Branchie, diretto da Francesco Ranieri Martinotti e sceneggiato insieme a Fulvio Ottaviano; nonostante l'ingente budget, la pellicola si è rivelata un insuccesso.
Nel 1995 Ammaniti ha pubblicato, con il padre Massimo, psicologo dell'età evolutiva, il saggio Nel nome del figlio, edito da Arnoldo Mondadori Editore.
Nel 1996 ha recitato insieme alla sorella nel film a basso budget Cresceranno i carciofi a Mimongo di Fulvio Ottaviano.
Ha partecipato nel 1996 all'antologia Gioventù cannibale, curata da Daniele Brolli e pubblicata da Einaudi, con un racconto scritto a quattro mani con Luisa Brancaccio. Sempre nel 1996 ha pubblicato per Mondadori Fango, raccolta di racconti che contiene, tra gli altri, i testi Vivere e morire al Prenestino e L'ultimo capodanno dell'umanità; da quest'ultimo è stato tratto nel 1998 il film di Marco Risi L'ultimo capodanno, alla sceneggiatura del quale collaborò lo stesso Ammaniti. Diventa uno dei principali rappresentanti del gruppo di scrittori definiti Cannibali.
Nel 1999 è uscito il romanzo Ti prendo e ti porto via, sempre per Mondadori. La notorietà a livello nazionale giunge per Ammaniti nel 2001, quando pubblica il romanzo Io non ho paura, Premio Viareggio Narrativa, trasposto due anni dopo nell'omonimo film di Gabriele Salvatores, per cui riceve il Premio Flaiano per la sceneggiatura. Nel 2004 ha scritto il soggetto per il film Il siero della vanità, diretto da Alex Infascelli. Dal 17 settembre 2005 è sposato con l'attrice Lorenza Indovina.
Nel 2006 è stato pubblicato il romanzo Come Dio comanda, edito da Arnoldo Mondadori Editore, accolto con favore dal pubblico, ma con alterni giudizi dalla critica, nonostante nel 2007 il romanzo si aggiudichi il premio Strega; il libro è stato inoltre adattato per il grande schermo, nuovamente da Salvatores, nel film Come dio comanda (2008).
Nel 2009 ha pubblicato il romanzo Che la festa cominci edito da Einaudi, per il quale ha ottenuto una candidatura al premio Alabarda d'oro 2010. Ha una rubrica su xL. Nel 2010 ha pubblicato il suo sesto romanzo dal titolo Io e te.
Nel 2012 Niccolò Ammaniti ha pubblicato la raccolta di racconti Il momento è delicato, il cui titolo deriva dalla frase che gli venne rivolta da un editore per comunicargli il rifiuto della pubblicazione della raccolta di racconti Fango.
Nel 2015 pubblica il suo settimo romanzo dal titolo Anna.
Nel maggio del 2017 Sky Italia annuncia la realizzazione di una nuova serie TV chiamata Il miracolo incentrata sulle conseguenze della lacrimazione di una statua della Madonna in un piccolo centro, che lo stesso Ammaniti ha già scritto e che lo vedrà anche nei panni di regista al pari di Lucio Pellegrini e Francesco Munzi.
Nel 2021 esce su Sky Italia la serie televisiva Anna, basata sull'omonimo romanzo del 2015.
Il 17 gennaio 2023, a distanza di otto anni dal precedente, esce il romanzo La vita intima, che vince di nuovo il Premio Viareggio a 22 anni dal primo riconoscimento ottenuto con Io non ho paura.

## Premi e riconoscimenti
Il 17 gennaio 2017 l'Università degli Studi di Foggia gli conferisce una Laurea honoris causa in Filologia, Lettere e Storia.

### Premi cinematografici
- Ciak d'oro
  - 2003 - Migliore sceneggiatura per Io non ho paura[14]

## Opere

### Romanzi e raccolta di racconti
- Branchie, Roma, Ediesse, 1994. ISBN 88-230-0135-8; Torino, Einaudi, 1997. ISBN 88-06-14354-9.
- Fango, Milano, Mondadori, 1996. ISBN 88-04-40667-4. raccolta di racconti finalista al Premio Bergamo[15]
- Ti prendo e ti porto via, Milano, Mondadori, 1999. ISBN 88-04-46824-6.
- Io non ho paura, Torino, Einaudi, 2001. ISBN 88-06-14210-0.
- Come Dio comanda, Milano, Mondadori, 2006. ISBN 88-04-50279-7.
- Che la festa cominci, Torino, Einaudi, 2009. ISBN 978-88-06-19101-6.
- Io e te, Torino, Einaudi, 2010. ISBN 978-88-06-20680-2.
- Il momento è delicato, Torino, Einaudi, 2012. ISBN 978-88-06-21240-7. [raccolta di racconti]
- Anna, Torino, Einaudi, 2015. ISBN 978-88-06-22775-3.
- La vita intima, Torino, Einaudi, 2023. ISBN 978-88-06-25515-2.

### Racconti in antologie
- La figlia di Siva, nella raccolta collettiva La giungla sotto l'asfalto, Roma, Ediesse, 1993.
- Seratina, scritto con Luisa Brancaccio, nella raccolta collettiva Gioventù cannibale, Torino, Einaudi, 1996. ISBN 88-06-14268-2.
- Alba tragica, nella raccolta collettiva Tutti i denti del mostro sono perfetti, Milano, Mondadori, 1997. ISBN 88-04-43806-1.
- Enchanted Music & Light Records, scritto con Jaime D'Alessandro, nella raccolta collettiva Il fagiano Jonathan Livingston. Manifesto contro la new age, Roma, Minimum Fax, 1998. ISBN 88-86568-53-3.
- L'amico di Jeffrey Dahmer è l'amico mio, nella raccolta collettiva Italia odia, Milano, Mondadori, 2000.
- Fa un po' male, in "MicroMega", n. 3, luglio-settembre 2002.
- Il mio nome è nessuno - Global Novel, romanzo collettivo, Torino, Einaudi, 2005. ISBN 88-06-17326-X
- Sei il mio tesoro, nella raccolta collettiva Crimini, Torino, Einaudi, 2005. ISBN 88-06-17576-9.
- Giochiamo? Due racconti letti dagli autori, con Antonio Manzini, con 2 CD, Milano, Mondadori, 2008. ISBN 978-88-04-58405-6.

### Film
- The Good Life, su DVD per Giangiacomo Feltrinelli Editore, Milano, 2014. ISBN 978-88-07-74125-8.

### Altro
- Nel nome del figlio. L'adolescenza raccontata da un padre e da un figlio, con Massimo Ammaniti, Milano, Mondadori, 1995. ISBN 88-04-39339-4.
- Anche il sole fa schifo. Radiodramma, Roma, Rai-Eri, 1997. ISBN 88-397-0987-8.
- Il libro italiano dei morti, in "Rolling Stone Italia", n. 15-40, gennaio 2005-febbraio 2007, [soggetto de Il siero della vanità di Alex Infascelli (2004)].
- Il miracolo - serie TV (2018) - ideatore, sceneggiatore e showrunner

## Trasposizioni cinematografiche e televisive
- L'ultimo capodanno, regia di Marco Risi (1998)
- Branchie, regia di Francesco Ranieri Martinotti (1999)
- Io non ho paura, regia di Gabriele Salvatores (2003)
- Il siero della vanità, regia di Alex Infascelli (2004)
- Come Dio comanda, regia di Gabriele Salvatores (2008)
- Io e te, regia di Bernardo Bertolucci (2012)
- Anna – serie TV (2021)
- Il Miracolo - serie TV (2018)